# Michael Porter
Michael Eugene Porter (Ann Arbor, Michigan, 1947) é um professor e teórico de negócios da Harvard Business School, com interesse nas áreas de Administração e Economia. É autor de diversos livros sobre estratégias de competitividade.
Estudou na Universidade de Princeton, onde se licenciou em Engenharia Mecânica e Aeroespacial. Obteve um MBA e um doutoramento em Economia empresarial, ambos em Harvard, onde se tornou professor, com apenas 26 anos.
Foi consultor de estratégia de muitas empresas norte-americanas e internacionais e tem um papel activo na política econômica. Do seu trabalho resultaram conceitos como a análise de indústrias em torno de cinco forças competitivas e das três estratégias competitivas genéricas: diferenciação, baixo custo e focalização em mercado específico.
Em The Competitive Advantage of Nations (As vantagens competitivas das nações), título obviamente alusivo ao conceito clássico de vantagens comparativas, de David Ricardo, Porter amplia sua análise, aplicando a mesma lógica das corporações às nações, lançando o célebre modelo do diamante. Esta pesquisa permitiu-lhe ser consultor de diversos países, entre os quais Portugal.

## Crítica
Em 2002, Omar Aktouf, professor titular da École des hautes études commerciales (HEC) de Montreal, publicou um artigo intitulado de Governança e pensamento estratégico: uma crítica a Michael Porter, na Revista de Administração de Empresas. Tal como o título indica, o artigo apresenta uma visão severamente crítica acerca das teses de Porter.